# Vartan Hunanian
Vartan Hunanian (* 17. Februar 1644 in Tokat; † 15. Juni 1715 in Lemberg) war ein armenischer Bischof in Gemeinschaft mit dem römischen Papst.
In der Armenischen Apostolischen Kirche zum Diakon geweiht, wurde Hunanian 1665 mit einer Gesandtschaft des Katholikos Jakob IV. von Etschmiadsin (1655–1680) nach Lemberg gesandt, um den katholischen Unionsbemühungen unter der dortigen Armeniergemeinde entgegenzutreten. An vertiefter Bildung interessiert, trat Hunanian 1664 in Lemberg in das im selben Jahr von Clemente Galano gegründete Kolleg der Theatiner ein. 1668 wirkte er bei einer der ersten armenischsprachigen Theateraufführungen mit. Angesichts seiner Studienerfolge wurde er 1670 zur weiteren Ausbildung an das Collegium Urbanianum nach Rom gesandt und dort zum Priester geweiht. 1674 bestellte ihn die Glaubenskongregation zum Koadjutor des seit 1629 persönlich katholischen Lemberger Armenierbischofs Nikolaj Torosowicz (Torosyan), der ihn, ohne Zustimmung seiner Gemeinde, in Rom zum Bischof weihte. Hunanian konnte sich in Lemberg jedoch nicht behaupten, verließ 1675 die Stadt und gelangte 1678/79 wieder nach Etschmiadsin, wo ihm Katholikos Jakob IV. pastorale Tätigkeit erlaubte. Dessen Nachfolger Eleazar (1681–1691) hingegen ließ ihn wegen seiner katholischen Neigungen und liturgischen Neuerungen festsetzen. Aus der Haft befreit, konnte Hunanian nach Lemberg zurückkehren, wo er, wie von Rom geplant, die Nachfolge des 1681 verstorbenen N. Torosowicz antrat. 1689 feierte er zusammen mit dem Nuntius Giacomo Cantelmo in Lemberg eine armenische Provinzialsynode. Sie löste die Gemeinschaft mit Etschmiadsin definitiv auf und erklärte die volle Kirchenunion mit Rom.
Sein Nachfolger wurde Johann Tobias Augustynowicz.

## Einzelbelege
1. ↑  Jean-Antoine Saint-Martin: Analyse d’une tragédie arménienne consacrée au martyre de Sainte Hripsime. In: Journal Asiatique Jan. 1823, 22–27.

| Personendaten    | Personendaten                                               |
| ---------------- | ----------------------------------------------------------- |
| NAME             | Hunanian, Vartan                                            |
| KURZBESCHREIBUNG | armenischer Bischof in Gemeinschaft mit dem römischen Papst |
| GEBURTSDATUM     | 17. Februar 1644                                            |
| GEBURTSORT       | Tokat                                                       |
| STERBEDATUM      | 15. Juni 1715                                               |
| STERBEORT        | Lemberg                                                     |